# Plácido de Castro
Plácido de Castro là một đô thị thuộc bang Acre, Brasil. Đô thị này có diện tích 2047 km², dân số năm 2007 là 16031 người, mật độ 7,83 người/km².